# Diclidia propinqua
Diclidia propinqua is een keversoort uit de familie bloemspartelkevers (Scraptiidae). De wetenschappelijke naam van de soort is voor het eerst geldig gepubliceerd in 1918 door Liljeblad.